# 小山作之助
小山 作之助（こやま さくのすけ、文久3年12月11日（1864年1月19日） - 昭和2年（1927年）6月27日）は、日本の教育者・作曲家。日本教育音楽協会初代会長。

## 略歴
文久3年12月11日（1864年1月19日）越後国頸城郡潟町村（現在の上越市大潟区潟町）に生まれる。16歳で小学校を卒業した後、石油事業をしていた父の仕事を手伝うため高田町（のちの高田市、現在の上越市）へ移り住み、夜は漢学塾に通う生活をしていた。
1880年（明治13年）家人に無断で上京、大学予備門を経て築地大学（現在の明治学院大学）へ入学する。英語と数学を学び1883年（明治16年）2月、文部省音楽取調所に入学し、伊沢修二に師事。小山は「品行方正学術優等」とされたため卒業まで一ヶ月六円の手当てを支給された。1887年（明治20年）、音楽取調所はのちに東京音楽学校（現在の東京芸術大学）に改組され、小山は首席で卒業した後も、校長となった伊沢に引き続き研究生として師事し、教授補助として教壇に立った。小山は学生の指導、音楽の研究や作曲に非常に熱心で、教え子にはのちに作曲家となる瀧廉太郎らもおり、才能を見出した小山が滝にドイツ留学を勧めたとも伝えられる。1897年（明治30年）には教授となったが6年後、1903年（明治36年）に同校を退職した。退職後はかつての教え子の面倒を見ていたほか、47歳の時には文部省唱歌の編纂委員となり、作曲や他の委員の指導などにあたった。1904年（明治37年）には山葉楽器（現在のヤマハ）の顧問となる。また多数の音楽学校の創設、運営にも関わるなど多方面で活躍した。
しかし1927年（昭和2年）6月、東京の自宅で執筆中に倒れ、狭心症のため死去する（享年63）。
「日本音楽教育の母」とも謳われる小山の作曲は唱歌、童謡、軍歌、校歌など非常に多岐に亘り、総作曲数は1000曲を越えるといわれる。また唱歌は当時の国策下で「作者不詳」として発表されたものが多く、小山が生涯実際に作曲した正確な曲数は未だ不明である。

## エピソード
- 郷里の上越市大潟区では、小山の生前の功績を称える活動が続けられている。母校の後身にあたる上越市立大潟町中学校には小山の胸像と『夏は来ぬ』の歌碑が建立されているのをはじめ、『夏は来ぬ』の唄い出しにある卯の花（ウツギ）は旧大潟町の花に制定されていた。市の大潟区総合事務所管内では毎年7月から9月にかけての3か月間、防災行政無線の午後5時の時報として『夏は来ぬ』が演奏されている。また2003年（平成15年）からは毎年7月に、市が主催する「卯の花音楽祭」が開催されている。
- 2015年（平成27年）3月14日、北陸新幹線の上越妙高駅開業に伴い新幹線ホームの発車メロディとして『夏は来ぬ』が採用された。

## 主な作品
- 漁業の歌（作詞：小池友七）
- 敵は幾万（作詞：山田美妙斎）
- 夏は来ぬ（作詞：佐佐木信綱）
- 日本海軍（作詞：大和田建樹）
- 春の心（作詞：佐佐木信綱）
- 教育勅語唱歌（作歌・武島又次郎）明治33年
- 海事教育 航海唱歌 下巻（作歌・大和田建樹）明治33年
- 地理教育 東京唱歌（作歌・武島又次郎）明治33年
- 菅公の歌（作歌：中邨秋香）明治34年
- 日本文典唱歌（作歌・大和田建樹）明治34年
- 春夏秋冬 花鳥唱歌（本元子名）（作歌・大和田建樹）明治34年
- 国民教育 忠勇唱歌1 楠公父子（本元子名）（作歌・大和田建樹）明治34年
- 東京府民 公徳唱歌（作歌：大和田建樹）明治35年
- 長岡高等女学校　校歌（作歌：中邨秋香）明治36年
- 長岡高等女学校　創立記念の歌（作歌：中邨秋香）明治37年
- 満州・西比利亜 地理唱歌（本元子名）（作歌・高須治輔）明治37年
- 舷舷相摩（作歌・中邨秋香）明治37年「戦捷軍歌」収録
- 国民唱歌 日本海軍（作歌・大和田建樹）明治37年
- 地理歴史教育 東京名所唱歌（作歌・大和田建樹）明治40年

## 登場する作品
- わが愛の譜 滝廉太郎物語（1993年公開映画、製作：東映、演：秋野太作）